# Vereinigtes Königreich beim Eurovision Young Musicians
Übertragende Rundfunkanstalt

Erste Teilnahme
1982
Bisher letzte Teilnahme
2018
Anzahl der Teilnahmen
16
Höchste Platzierung
1 (1994)
Dieser Artikel befasst sich mit der Geschichte des Vereinigten Königreichs Großbritannien und Nordirland als Teilnehmer des Wettbewerbs Eurovision Young Musicians.

## Regelmäßigkeiten der Teilnahme und Erfolge im Wettbewerb
Das Vereinigte Königreich nahm bereits am ersten Eurovision Young Musicians im Jahr 1982 teil. Die erste Platzierung unter den besten drei konnte man bereits beim darauffolgenden Wettbewerb erzielen. Den ersten und bisher einzigen Sieg feierte das Vereinigte Königreich im Jahr 1994 durch die Cellistin Natalie Clein. 2012 zog sich die British Broadcasting Corporation (BBC) erstmals vom Wettbewerb. 2018 kehrte man einmalig zurück, nur um sich 2020 erneut vom Wettbewerb zurückzuziehen. Genauere Gründe wurden damals nicht genannt. Seitdem hat sich die BBC nicht mehr bezüglich einer Teilnahme geäußert.

## Liste der Beiträge
Farblegende: – 1. Platz. – 2. Platz. – 3. Platz. – ausgeschieden im Halbfinale/in der Qualifikation. – keine Teilnahme/nicht qualifiziert.
| Jahr           | Interpret                | Instrument               | Stücke | Platz Finale             | Platz Halbfinale                   | Nationale Vorentscheidung |
| -------------- | ------------------------ | ------------------------ | --- | ------------------------ | ---------------------------------- | ------------------------- |
| 1982           | Anna Markland            | Klavier                  | Piano Concerto No.2 von Sergei Rachmaninoff | k. A / 6                 | Direkt für das Finale qualifiziert |                           |
| 1984           | Emma Johnson             | Klarinette               | Concerto for clarinet and orchestra No.2 in F-minor, Op.5, 2nd and 3rd movements von Bernhard Henrik Crusell                                               | 3 / 7                    | Direkt für das Finale qualifiziert |                           |
| 1986           | Alan Brind               | Violine                  | Concerto for violin and orchestra D minor, op.47, 1st movement von Jean Sibelius                                                                           | k. A / 5                 | k. A. / 15                         |                           |
| 1988           | David Pyatt              | Horn                     | Concerto for French horn and orchestra no.1 in E flat, op.11 von Richard Strauss                                                                           | k. A / 5                 | k. A. / 16                         |                           |
| 1990           | Nicola Loud              | Violine                  | Violin Concerto No. 1 in G-Moll, Op. 26 von Max Bruch | Ausgeschieden            | k. A. / 18                         |                           |
| 1992           | Frederick Kempf          | Klavier                  | Rhapsody On A Theme von Pagannini Op. 43 von Sergei Rachmaninoff                                                                                           | k. A / 8                 | k. A. / 18                         |                           |
| 1994           | Natalie Clein            | Cello                    | Cello Concerto in E minor, op. 85, part I von Edward Elgar                                                                                                 | 1 / 8                    | k. A. / 24                         |                           |
| 1996           | Rafal Zambrzycki Payne   | Violine                  | unbekannt | Ausgeschieden            | k. A. / 18                         |                           |
| 1998           | Adrian Spillett          | Schlagzeug               | Concerto for Percussion and Orchestra, mov. 3 von Joseph Schwantner                                                                                        |                          | k. A. / 14                         |                           |
| 2000           | Guy Johnston             | Cello                    | unbekannt | Ausgeschieden            | k. A. / 18                         |                           |
| 2002           | Sarah Williamson         | Klarinette               | Clarinet Concerto von Aaron Copland |                          | k. A. / 20                         |                           |
| 2004           | Nicola Benedetti         | Violine                  | unbekannt | Ausgeschieden            | k. A. / 17                         |                           |
| 2006           | Jennifer Pike            | Violine                  | unbekannt | k. A / 7                 | k. A. / 18                         |                           |
| 2008           | Philip Achille           | Mundharmonika            | Kleine Suite von James Moody Mundharmonikakonzert von Michael Spivakovsky                                                                                  | k. A / 7                 | k. A / 8                           |                           |
| 2010           | Peter Moore              | Posaune                  | unbekannt | Ausgeschieden            | k. A / 8                           |                           |
| 2012 2014 2016 | Auf Teilnahme verzichtet | Auf Teilnahme verzichtet | Auf Teilnahme verzichtet | Auf Teilnahme verzichtet | Auf Teilnahme verzichtet           | Auf Teilnahme verzichtet  |
| 2018           | Maxim Calver             | Cello                    | Sacher Variation von Witold Lutosławski Adagio von Cello Sonata in F, Op. 99 von Johannes Brahms Minuetto e Finale von Suite Italienne von Igor Strawinsky | Ausgeschieden            | k. A / 9                           | interne Auswahl           |
| 2020 2022 2024 | Auf Teilnahme verzichtet | Auf Teilnahme verzichtet | Auf Teilnahme verzichtet | Auf Teilnahme verzichtet | Auf Teilnahme verzichtet           | Auf Teilnahme verzichtet  |

## Ausgerichtete Wettbewerbe
Das Vereinigte Königreich richtete zweimal den Eurovision Young Musicians aus.
| Jahr | Stadt      | Austragungsort                       | Moderation                     |
| ---- | ---------- | ------------------------------------ | ------------------------------ |
| 1982 | Manchester | Free Trade Hall                      | Humphrey Burton                |
| 2018 | Edinburgh  | Festival Theatre Studio (Halbfinale) | Petroc Trelawny & Josie d'Arby |
| 2018 | Edinburgh  | Usher Hall (Finale)                  | Petroc Trelawny & Josie d'Arby |